# The Emptiness
| Оценки критиков      | Оценки критиков |
| Источник             | Оценка          |
| -------------------- | --------------- |
| AbsolutePunk         | (25%)           |
| Allmusic             | [ 2 ]           |
| Rock Sound           | (7/10)          |
| Under the Gun Review | (7/10)          |

The Emptiness — третий полноформатный студийный альбом группы Alesana, вышедший в 2010 году.

## Об альбоме
Звучание The Emptiness стало чуть более спокойным, чем их предыдущей работы. На песню The Thespian снят видеоклип.

## Список композиций
| №                   | Название                          | Длительность |
| ------------------- | --------------------------------- | ------------ |
| 1.                  | «Curse of the Virgin Canvas»      | 4:49         |
| 2.                  | «The Artist»                      | 3:46         |
| 3.                  | «A Lunatic’s Lament»              | 4:05         |
| 4.                  | «The Murderer»                    | 4:33         |
| 5.                  | «Hymn for the Shameless»          | 5:38         |
| 6.                  | «The Thespian»                    | 4:41         |
| 7.                  | «Heavy Hangs the Albatross»       | 3:51         |
| 8.                  | «The Lover»                       | 3:25         |
| 9.                  | «In Her Tomb by the Sounding Sea» | 3:41         |
| 10.                 | «To Be Scared by an Owl»          | 4:10         |
| 11.                 | «Annabel»                         | 7:20         |
| Общая длительность: | Общая длительность:               | 49:50        |

| №                   | Название                          | Длительность |
| ------------------- | --------------------------------- | ------------ |
| 1.                  | «Curse of the Virgin Canvas»      | 4:49         |
| 2.                  | «The Artist»                      | 3:46         |
| 3.                  | «A Lunatic’s Lament»              | 4:05         |
| 4.                  | «The Murderer»                    | 4:33         |
| 5.                  | «Hymn for the Shameless»          | 5:38         |
| 6.                  | «The Thespian»                    | 3:57         |
| 7.                  | «Interlude 3»                     | 0:46         |
| 8.                  | «Heavy Hangs the Albatross»       | 3:51         |
| 9.                  | «The Lover»                       | 3:25         |
| 10.                 | «In Her Tomb by the Sounding Sea» | 3:41         |
| 11.                 | «To Be Scared by an Owl»          | 3:10         |
| 12.                 | «Interlude 4»                     | 1:02         |
| 13.                 | «Annabel»                         | 7:20         |
| Общая длительность: | Общая длительность:               | 51:47        |